# On a Clear Day I Can't See My Sister
On a Clear Day I Can't See My Sister är det elfte avsnittet av den sextonde säsongen av den amerikanska tecknade komediserien Simpsons. Avsnittet sändes för första gången på FOX den 6 mars 2005.

## Handling
Eleverna på Springfield Elementary åker på exkursion till Springfields glaciär. Denna har dock nästan helt smält i en damm och består endast av snöslask. Lisa skyller detta på den globala uppvärmningen, men föreståndaren på utflyktsmålet håller inte med. Samtidigt besöker Homer och Marge snabbköpet Sprawl-Mart, där farfar Simpson är butiksvärd. Han råkar dock ut för en olycka och ber Homer ta över.
Vid glaciären retar Bart Lisa för att hon engagerar sig så starkt för exkursionen. Tidigare satte han flera gånger krokben för Lisa, innan han i utställningshallen karvade ut en nidbild av Lisa på en stenyta. Medan Lisa talar om den globala uppvärmningen inför de andra eleverna, stjäl Bart två walkie-talkier från föreståndarens kontor och lägger den ena i Lisas ryggsäck. Bart gör i sin walkie-talkie prutt-ljud vilket gör att eleverna tror att Lisa fjärtar. Eleverna skrattar åt Lisa och Bart kastar en snöboll på henne och hon faller ner i den iskalla dammen. Det som återstår av glaciären smälter bort och upp ur dammen kommer Lisa – med en groda på huvudet. Ilsken lovar hon Bart att hon ska hämnas.
Nästa dag får Bart veta att Lisa har fått ett besöksförbud mot honom beviljat. Nu får han inte komma närmare Lisa än 6 meter. Bart blir förargad och protesterar mot detta, men han hamnar då i häktet. Homer undrar hur Bart ska kunna hålla sig borta från Lisa. Polischef Wiggum vet på råd och visar familjen Simpson ”Försvinn ur mina drömmar – och även ur min bil”, en videofilm om hur man hanterar besöksförbud, presenterad av Gary Busey. Homer tillverkar en lång stång med en skruvmejsel som spets. I skolan tvingas Bart att tillbringa dagen i vaktmästare Willies redskapsbod som stinker gödsel. Skollunchen får Bart inta utomhus och han tvingas åka i en kundvagn efter skolbussen. Bart uppsöker doktor Hibbert som konstaterar att Bart drabbats av nervskador efter att han blivit stött av mejselspetsen på Lisa stång. Doktor Hibbert försöker ge Bart en botande injektion, men skadar Bart ytterligare.
På Sprawl-Mart fikar Lisa med Homer. Hon tycker att det är skönt utan Bart. Chefen upplyser Homer att han kommer att bli utlämnad till Mexiko, om han inte arbetar övertid utan bonus. Chefen övertygar Homer då han visar ett förfalskat mexikanskt identitetskort med Homers fotografi. Marge bestämmer sig för att få besöksförbudet upphävt, men under domstolsförhandlingen råkar Bart förolämpa domaren, som då utökar besöksförbudet till 60 meter. Detta innebär att Bart måste tälta i trädgården, som förefaller större än tidigare. Han anpassar sig till de nya förhållandena och lattjar med hundar, sover under bar himmel och urinerar fritt. Marge är dock fundersam över det hela och frågar Lisa om hon inte har gått för långt med Barts besöksförbud. Lisa lovar att bränna besöksförbudsdokumentet om hon kan komma på tre positiva saker Bart har gjort för henne.
På Sprawl-Mart låser chefen in Homer och hans arbetskamrater på natten. Homer har fått ett chip inopererat i nacken för att chefen ska kunna kontrollerna honom, men han river ut det. Därefter rånar han affären på plasma-tevear och blåser iväg med en gaffeltruck. Bart bygger en staty som föreställer Lisa; hon blir överväldigad och ser den som den tredje goda gärningen. Det kryper dock fram att Bart tänkte bränna statyn; Lisa säger då till Bart, att hon har saknat hans lögner. Lisa bränner besöksförbudsdokumentet och stången. Familjen återförenas och spelar tillsammans låten "Tijuana Taxi", medan Bart jagar katten.

### Webbkällor
- "On a Clear Day I Can't See My Sister" på Internet Movie Database (engelska)